# 龙沟站
龙沟站位于甘肃省古浪县龙沟堡，是兰新铁路的一座火车站，等级为五等站，距兰州站224公里，距乌鲁木齐站1668公里，本站及相邻上下行区间均为电气化区段。本站办理客运，不办理货运业务。邮政编码为733109。